# NGC 4157
NGC 4157 este o intermediate spiral galaxy⁠(d) situată în constelația Ursa Mare. A fost descoperită în 9 martie 1788 de către William Herschel. Se află la o distanță de 17,06 megaparseci de Pământ.